# Salix psammophila
Espèce
Classification APG III (2009)
Salix psammophila est une espèce de plantes à fleurs de la famille des Salicaceae. C'est un saule originaire de Chine.

## Description
Salix psammophila est un arbuste atteignant 4 m de haut. Les rameaux d'un an sont jaunâtres, habituellement légèrement tomenteux près des bourgeons. Encore juvéniles, ils sont d'abord pubescents, devenant subglabres. Les stipules sont linéaires, acuminés ou aigus, souvent davantage sur les pousses. Le pétiole mesure 1 cm ; le limbe est linéaire, il mesure de 4-8 cm × 2-4 mm, 12 cm sur les pousses, abaxialement blanc grisâtre, tomenteux quand il est jeune, glabrescent, adaxialement verdâtre, sa base est cunéiforme, la marge dentelée faiblement, apex acuminé. La floraison est précoce et presque cotonneuse. Les chatons mesurent de 1 à 2 cm ; leur pédoncule est court, avec des bractées. Les bractées sont ovales-oblongues, abaxialement brunes, glabres, velues à la base, à sommet obtus arrondi. La fleur mâle porte une glande adaxiale courte, avec 2 étamines, on trouve des filaments pileux à la base et 4 anthères jaunes. La fleur femelle se compose d'un  ovaire ovoïde, tomenteux, sessile ; dont le style est 1/2 aussi long que l'ovaire, de 0,5 mm ; 2 stigmates. La floraison a lieu en mars-avril, la fructification en mai.
La plante pousse en Chine dans les régions de Nei Mongol, Ningxia (Yanchi Xian), Shaanxi, Shanxi.
L'espèce ressemble à Salix gordejevii mais les ramilles sont légèrement tomentueuses près des bourgeons; le limbe n'est pas révoluté à la marge à l'automne; les étamines complètement connées; la capsule tomenteuse. Ressemble aussi à Salix gracilior mais le limbe est linéaire et le style remarquablement court.
Cet arbre est utilisé pour la vannerie et pour stabiliser le sable.